# Nowa Wodolaha
Nowa Wodolaha (ukrainisch Нова Водолага; russisch Новая Водолага Nowaja Wodolaga) ist eine Siedlung städtischen Typs im Osten der Ukraine und war bis Juli 2020 das administrative Zentrum des gleichnamigen Rajon Nowa Wodolaha in der Oblast Charkiw mit 11.000 Einwohnern (2015).

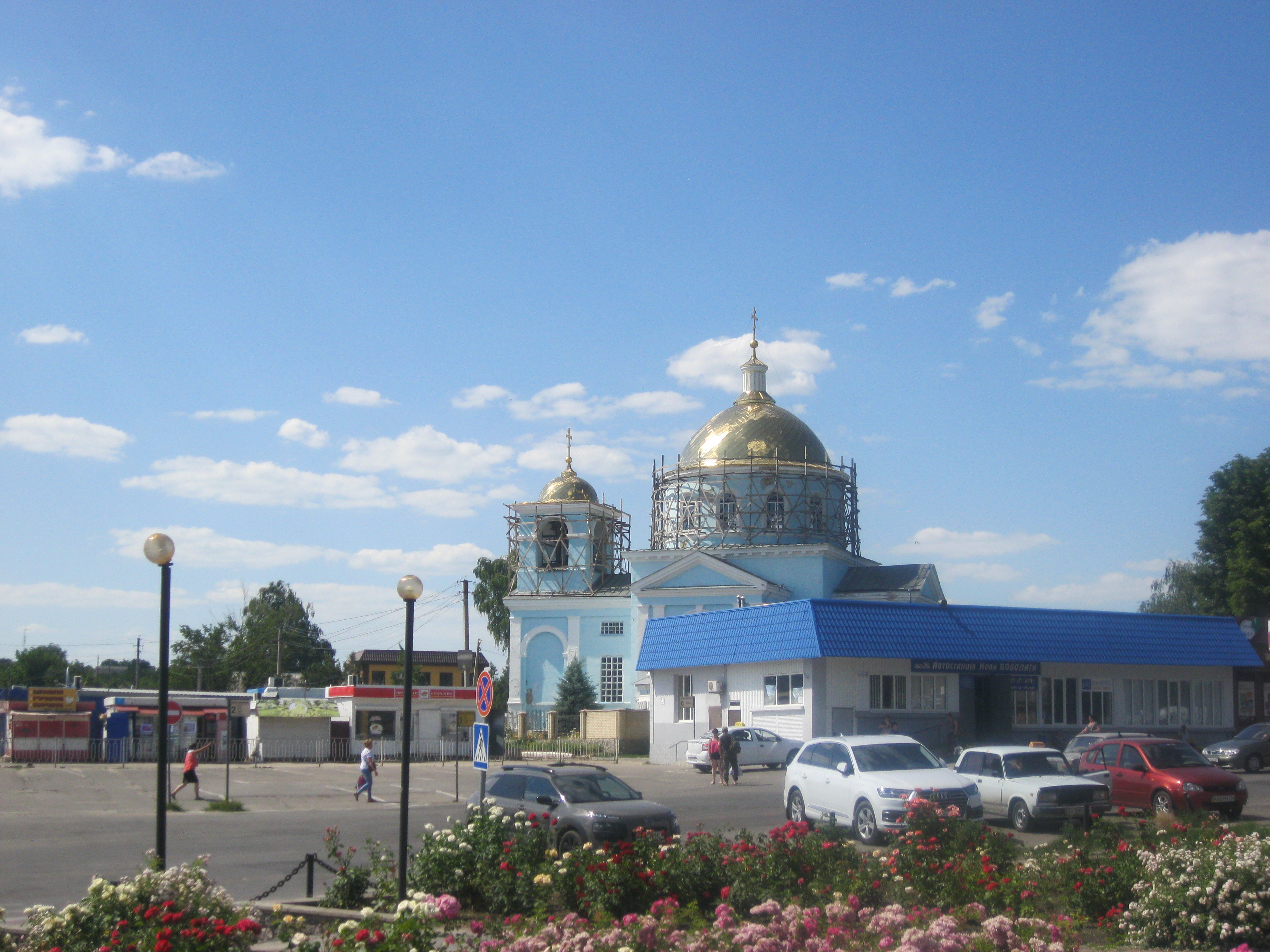
Kirche im Ort

## Geographie
Nowa Wodolaha liegt am Ufern der 34 km langen Wilchuwatka (ukrainisch Вільхуватка), die zum Flusssystem des Siwerskyj Donez gehört, 53 km südwestlich des Oblastzentrums Charkiw und 40 km südlich von Ljubotyn.

## Geschichte
Offizielles Gründungsjahr des heutigen Nowa Wodolaha ist 1675, als hier eine Festung gebaut wurde.
Der Name stammt vom turksprachigen «адалага», was „Meister des sauberen Wasser“ bedeutet und geht auf eine Siedlung zurück, die zum ersten Mal urkundlich im Jahre 1572 erwähnt wurde.
Im Jahr 1923 wurde das Dorf das Verwaltungszentrum des neu gegründeten Rajons und erhielt 1938 den Status einer Siedlung städtischen Typs.
Am 19. Oktober 1941 wurde die Siedlung von Truppen der Wehrmacht erobert. Zur Befreiung durch die regulären sowjetischen Truppen kam es am 14. September 1943.

## Verwaltungsgliederung
Am 24. Januar 2017 wurde die Siedlung zum Zentrum der neugegründeten Siedlungsgemeinde Nowa Wodolaha (Нововодолазька селищна громада/Nowowodolaska selyschtschna hromada). Zu dieser zählten auch die 22 in der untenstehenden Tabelle aufgelistetenen Dörfer, bis dahin bildete sie zusammen mit dem Dorf Nowoseliwka die gleichnamige Siedlungsratsgemeinde Nowa Wodolaha (Нововодолазька селищна рада/Nowowodolaska selyschtschna hromada) im Norden des Rajons Nowa Wodolaha.
Am 12. Juni 2020 kamen noch die Siedlung städtischen Typs Birky sowie die 12 Dörfer Derehiwka, Huljaj Pole, Kljutschewodske, Lychowe, Lypkuwatiwka, Mokra Rokytna, Nowoprossjanske,  Prossjane, Rokytne, Wassyliwske, Watutine und Wilchuwatka zum Gemeindegebiet.
Am 17. Juli 2020 kam es im Zuge einer großen Rajonsreform zum Anschluss des Rajonsgebietes an den Rajon Charkiw.
Folgende Orte sind neben dem Hauptort Nowa Wodolaha Teil der Gemeinde:
| Name                                            | Name                  | Name                                           |
| ukrainisch transkribiert                        | ukrainisch            | russisch                                       |
| ----------------------------------------------- | --------------------- | ---------------------------------------------- |
| Bachmetiwka                                     | Бахметівка            | Бахметовка (Bachmetowka)                       |
| Birky                                           | Бірки                 | Борки (Borki)                                  |
| Braschnyky                                      | Бражники              | Бражники (Braschniki)                          |
| Bridok                                          | Брідок                | Бродок (Brodok)                                |
| Derehiwka                                       | Дерегівка             | Дереговка (Deregowka)                          |
| Fedoriwka                                       | Федорівка             | Федоровка (Fedorowka)                          |
| Holowniwka                                      | Головнівка            | Головновка (Golownowka)                        |
| Huljaj Pole (bis 11. September 2019 Rjabuchyne) | Гуляй Поле (Рябухине) | Гуляй Поле (Guljai Pole)/Рябухино (Rjabuchino) |
| Kljutschewodske                                 | Ключеводське          | Ключеводское (Kljutschewodskoje)               |
| Knjaschne                                       | Княжне                | Княжное (Knjaschnoje)                          |
| Kruhljanka                                      | Круглянка             | Круглянка (Krugljanka)                         |
| Kut                                             | Кут                   | Кут                                            |
| Lychowe                                         | Лихове                | Лихово (Lichowo)                               |
| Lypkuwatiwka                                    | Липкуватівка          | Липковатовка (Lipkowatowka)                    |
| Manujlowe                                       | Мануйлове             | Мануйлово (Manuilowo)                          |
| Mokra Rokytna                                   | Мокра Рокитна         | Мокрая Ракитная (Mokraja Rakitnaja)            |
| Moskiwka                                        | Моськівка             | Моськовка (Moskowka)                           |
| Nowa Merefa                                     | Нова Мерефа           | Новая Мерефа (Nowaja Merefa)                   |
| Nowoprossjanske                                 | Новопросянське        | Новопросянское (Nowoprosjanskoje)              |
| Nowoseliwka                                     | Новоселівка           | Новосёловка (Nowosjolowka)                     |
| Nysiwka                                         | Низівка               | Низовка (Nisowka)                              |
| Odrynka                                         | Одринка               | Одрынка                                        |
| Ordiwka                                         | Ордівка               | Ордовка (Ordowka)                              |
| Pawliwka                                        | Павлівка              | Павловка (Pawlowka)                            |
| Plastuniwka                                     | Пластунівка           | Пластуновка (Plastunowka)                      |
| Prossjane                                       | Просяне               | Просяное (Prossjanoje)                         |
| Rokytne                                         | Рокитне               | Ракитное (Rakitnoje)                           |
| Schtschebetuny                                  | Щебетуни              | Щебетуны                                       |
| Snamjanka                                       | Знам’янка             | Знаменка (Snamenka)                            |
| Sossoniwka                                      | Сосонівка             | Сосоновка (Sossonowka)                         |
| Stara Wodolaha                                  | Стара Водолага        | Старая Водолага (Staraja Wodolaga)             |
| Stulepiwka                                      | Стулепівка            | Стулеповка (Stulepowka)                        |
| Wassyliwske                                     | Василівське           | Василевское (Wassilewskoje)                    |
| Watutine                                        | Ватутіне              | Ватутино (Watutino)                            |
| Wilchuwatka                                     | Вільхуватка           | Ольховатка (Olchowatka)                        |

## Bevölkerungsentwicklung
| 1730  | 1939   | 1959   | 1970   | 1979   | 1989   | 2001   | 2015   |
| ----- | ------ | ------ | ------ | ------ | ------ | ------ | ------ |
| 4.900 | 12.387 | 13.430 | 12.215 | 13.979 | 14.979 | 13.618 | 11.447 |

Quelle: 1730
1939–2015;